# Beatriz Álvarez Mesa
Beatriz Álvarez Mesa es la actual presidenta de la Liga Profesional de Fútbol Femenino (LPFF) conocida como Liga F. Hasta mayo de 2022 fue directora general de Deporte del Gobierno del Principado de Asturias. Es una exfutbolista del Oviedo Moderno, club del que fue presidenta desde el 16 de julio de 2009 hasta su nombramiento como directora general de Deporte en 2019.

## Biografía
Comenzó a jugar al fútbol en las categorías inferiores del Oviedo Moderno a los 12 años. Pasó por todas las categorías inferiores hasta llegar al primer equipo en el año 2000, del que se retiró a los 22 años. Posteriormente fue entrenadora en la temporada 2006/07, ocupó puestos en la directiva y en la comisión deportiva del club que creó e impulsó la Escuela de Fútbol del Oviedo Moderno. Entre 2009 y 2018 ejerció como presidenta del club integrándose al final de su mandato en el Real Oviedo. 
Es Diplomada en Magisterio, en la especialidad de Educación Física por la Universidad de Oviedo. 